# Centralna Kuźnia Młodych – CKM
CKM – Centralna Kuźnia Młodych – komediowa seria radiowa, z programu 60 minut na godzinę.
W odróżnieniu od innych pozycji Sześćdziesięciu minut na godzinę, CKM miało stale rozwijaną fabułę, zaś pod koniec emisji serii dokształt stał się metaforą fatalnej sytuacji PRL w latach 80.

## Fabuła
Bohaterowie cykli Para-męt pikczers czyli kulisy srebrnego ekranu oraz Radiowi piraci, Maniek i Jędrek, jak również wiecznie niedoceniany pracownik redakcji magazynu Pracownik Kowalewski zostali skierowani na dokształt celem poszerzenia swoich kwalifikacji. Ich wychowawcą i nauczycielem jest magister docent Buldog inżynier – parodia tępego partyjnego lidera. Sam nauczyciel znał się na omawianych przedmiotach znacznie mniej niż jego uczniowie, co nie przeszkadzało mu w wiecznym ich wykorzystywaniu. Cechą charakterystyczną Buldoga było stałe przekręcanie nazwisk i innych wyrazów.

## Postaci
- Maniek Kociniak/Kociemniak – Marian Kociniak. Typ „prostego chłopaka”, lekkiego łobuziaka i podrywacza. Najlepszy przyjaciel Jędrka, choć jest lekko nieokrzesany i najbardziej przyziemny spośród uczniów Buldoga. Maniek jako jedyny kończy dokształt w pierwszym sezonie, i zostaje skierowany na studia doktoranckie, gdzie Buldog jest jego prosilnikiem, w drugim sezonie jednak wraca do oślej ławki.
- Jędruś Zaorski/Zahorski – Andrzej Zaorski. Postać Jędrka rozwija się nieco w porównaniu z Para-mętami. W CKM Jędrek jest oportunistą, próbującym podlizać się wykładowcy, ale gdy ten zaczyna przegrywać, Jędrek bez wahania staje po stronie wygrywającej. Od czasu do czasu nadal opowiada kolegom oglądane filmy.
- Krzychu Kowalewski/Kowalski – Krzysztof Kowalewski. Kowalewski mieszkał przez jakiś czas z Piratami przed rozpoczęciem CKM. Jest arystokratą, wiecznie rozprawiającym o historii swojej rodziny. Jest też najlepiej wykształcony z uczniów, co sprawia, że jest wiecznym celem dyscypliny Buldoga, który z upodobaniem kradnie mu drugie śniadania.
- Magister docent Buldog inżynier – Andrzej Fedorowicz – nauczyciel trójki piratów. Jest jasne, że jest ograniczony, a bardziej od historii Francji interesuje go prosty handel z Francuzami. Jędrek zdołał mu wmówić, że rozbił przyniesiony na lekcję atom. Małostkowy, głupi, jest karykaturą komunistycznego aparatczyka. Początkowo uczniowie sądzą, że Buldog to przezwisko, ale odkrywają, że wykładowca tak istotnie się nazywa.
- Bronisław Beton-Baton – Andrzej Zaorski. Bronisław Baton, kłusownik i weteran z cyklu Zapiski kłusownika staje się wizytatorem, a pod koniec serii nawet wicedyrektorem szkoły. Reprezentuje zwierzchność Buldoga, który podlizuje mu się przy każdej okazji. Pod koniec serii rozmowy Batona z uczniami stają się metaforą prób porozumienia Solidarności z rządem. Jako nauczyciel wystąpił też Jan Kobuszewski, kronikarz przygód Batona.
- Kolega Opinia – Marian Opania.
- C-Ewka – Ewa Błaszczyk.

Epizodyczne postaci – nowy uczeń Pawlacz (w tej roli Krzysztof Chamiec), higienistka Małgosia.